# Fuji Rock Festival

Fuji Rock Festival (フジロックフェスティバル, Fuji Rokku Fesutibaru) es un festival de rock que se celebra cada año en la estación de esquí de Naeba, situada en la prefectura de Niigata, Japón. Este evento, organizado por Smash Japan, tiene una duración de tres días y reúne a más de 200 artistas tanto japoneses como internacionales, consolidándose como el mayor festival de música al aire libre del país. En 2005, la asistencia superó las 100,000 personas.
El nombre del festival proviene de su edición inaugural en 1997, que se llevó a cabo al pie del Monte Fuji. Desde 1999, la estación de esquí de Naeba en Yuzawa, Niigata, ha sido el lugar permanente para este vibrante evento musical.

## Historia
El primer Fuji Rock Festival, realizado en la estación de esquí de Tenjinyama cerca del Monte Fuji, fue un caos. Planeado como un evento de dos días, un tifón golpeó el primer día. La actuación de los Red Hot Chili Peppers bajo la tormenta, con Anthony Kiedis tocando con un brazo roto, se volvió legendaria entre los asistentes. Sin embargo, la falta de preparación para el mal tiempo llevó a que muchos sufrieran hipotermia, aunque no hubo víctimas fatales. Los organizadores cancelaron el segundo día, que resultó ser soleado, y fueron criticados por no prever suficientes autobuses para conectar el lugar con la estación de tren.
El segundo año, el festival se trasladó a Toyosu, en el paseo marítimo de Tokio. Aunque el evento fue exitoso, el calor sofocante fue un problema, por lo que se decidió moverlo nuevamente.
En 1999, el festival encontró su hogar en Naeba, en la prefectura de Niigata. Aunque Naeba no está cerca del Monte Fuji, el festival conservó su nombre original. Desde entonces, los organizadores han manejado el evento sin contratiempos.

## Recintos del festival
El Fuji Rock Festival cuenta con siete escenarios principales y otros menores distribuidos por todo el sitio. El escenario principal, conocido como El Escenario Verde, puede albergar a casi 50,000 espectadores. Otros escenarios destacados son El Blanco, La Carpa Roja, La Corte Naranja y El Camino Al Cielo. Aunque algunas caminatas entre escenarios pueden ser largas y montañosas, son hermosas, atravesando bosques y arroyos cristalinos. La Dragondola, la telecabina más larga del mundo, lleva a los asistentes a la cima de la montaña que domina el lugar del festival.
En el centro del sitio se encuentra el Oasis, con más de 30 puestos de comida de todo el mundo. Aunque el sitio principal cierra cada noche después del último acto, el Oasis y La Carpa Roja, donde se celebra una rave hasta las 5 a. m., permanecen abiertos hasta altas horas de la noche. El sitio vuelve a abrir a las 9 a. m.
La noche anterior al inicio del festival (jueves por la noche) se celebra una fiesta de inauguración gratuita, con bon-odori (danza folclórica tradicional japonesa), sorteos de premios, puestos de comida y espectáculos de fuegos artificiales.
El festival se enorgullece de su objetivo de ser "el festival más limpio del mundo", dedicando grandes esfuerzos al reciclaje.

## Alojamiento
Aunque Naeba, siendo una estación de esquí, ofrece diversas opciones de alojamiento como hoteles, ryokan y minshuku cerca del lugar del festival, la demanda es alta y suelen agotarse rápidamente. Muchos asistentes se hospedan en estaciones de esquí cercanas como Tashiro, Asagai y Mitsumata, utilizando el autobús gratuito desde la estación JR Echigo-Yuzawa, que también sirve estas áreas. Otros optan por alojarse en las muchas opciones disponibles en Yuzawa. El autobús lanzadera, que tarda entre 40 minutos y una hora en cada trayecto, opera hasta las 2 a. m. todas las noches.
Otra opción es el campamento situado en un campo de golf junto al festival, con un costo de ¥3000 (2011) para el fin de semana (equivalente a ¥3162,49 o $29,01 en 2019). Este campamento, que cuenta con baños, duchas y puestos de comida, alberga a unos 17,000 asistentes cada año. Aunque el terreno es montañoso y los lugares planos se llenan rápidamente, los greens bien cuidados generalmente están fuera del alcance de los campistas.
Anteriormente, muchos optaban por dormir al aire libre cerca del sitio del festival y la estación Echigo-Yuzawa, una práctica común entre los jóvenes japoneses durante los meses cálidos debido a la baja criminalidad. Sin embargo, esta práctica ahora está prohibida.

## Acceso
El festival se encuentra a un viaje gratuito en autobús de 40 a 60 minutos desde la estación Echigo-Yuzawa (越後湯沢駅) en la ciudad de Yuzawa. Esta estación está en la línea Jōetsu Shinkansen (上越新幹線), conectando con la estación de Tokio (東京駅) en aproximadamente 90 minutos. El billete de JR Shinkansen de Tokio a Echigo-Yuzawa cuesta ¥6,490 (2008), equivalente a ¥6,680.7 o $61.29 en 2019, por trayecto para un asiento reservado. Además, hay estacionamiento disponible en el área del festival por ¥3,000 (2008), equivalente a ¥3,088.15 o $28.33 en 2019, por día.

## Presentaciones
Algunos artistas que se han presentado son:

### 2024
El festival se celebrará del 26 al 28 de julio. Los artistas principales serán The Killers, Kraftwerk and Noel Gallagher's High Flying Birds. SZA cancelo su actuación programada para el viernes 26 de julio.
| Viernes | Sabado                                                                                               | Domingo                                                                                          |
| SZA The Killers con Wataru de Tokio Awich Omar Apollo Macaroni Empitsu Friko Route 17 Rock'n'Roll Orchestra Indigo la End | Kraftwerk Beth Gibbons Man with a Mission 10-Feet The Last Dinner Party Tokyo Ska Paradise Orchestra | Noel Gallagher's High Flying Birds Zutomayo Raye CreepHyp Rufus Wainwright No Party for Cao Dong |
| --- | --- | ------------------------------------------------------------------------------------------------ |

| Viernes                                                           | Sabado                                                      | Domingo                                                                 |
| Peggy Gou Remi Wolf Iri Teddy Swims Taeko Onuki Lucky Kilimanjaro | Girl in Red Sampha Quruli Yuta Orisaka The Bawdies Syrup16g | Turnstile Kim Gordon Toe The Jesus and Mary Chain HEY-SMITH Esne Beltza |
| ----------------------------------------------------------------- | ----------------------------------------------------------- | ----------------------------------------------------------------------- |

Otras presentaciones importantes incluirán a: Fontaines D.C., Ride, Floating Points y más.

### 2023
El festival se celebró del 28 al 30 de julio. Los actos principales fueron The Strokes, Foo Fighters y Lizzo.
| Viernes                                                                                 | Sabado                                                               | Domingo                                                                 |
| The Strokes Daniel Caesar Eikichi Yazawa Idles Route 17 Rock'n'Roll Orchestra Fever 333 | Foo Fighters Ellegarden Alanis Morissette Hitsujibungaku Benee Gezan | Lizzo Lewis Capaldi Bad Hop Yuki Gryffin Super Beaver never young beach |
| --------------------------------------------------------------------------------------- | -------------------------------------------------------------------- | ----------------------------------------------------------------------- |

| Viernes                                                                     | Sabado                                                                              | Domingo                                                                   |
| NxWorries Denzel Curry Tohji Stuts Sudan Archives Oyat Yona Yona Weekenders | Louis Cole Vaundy Caroline Polachek TESTSET Dermot Kennedy Itaca Band Chilli Beans. | Weezer Ayano Kaneko Black Midi 100 gecs Domico Stardust Revue Homecomings |
| --------------------------------------------------------------------------- | ----------------------------------------------------------------------------------- | ------------------------------------------------------------------------- |

Otras presentaciones importantes incluyeron a: Yeah Yeah Yeahs, Yo La Tengo, Eastern Youth, Slowdive, Cory Wong, Yard Act.

### 2022
El festival se celebró del 29 al 31 de julio y contó con el regreso de artistas internacionales. Los actos principales fueron Vampire Weekend, Jack White y Halsey.
| Viernes                                                                                                  | Sabado                                                                             | Domingo                                                                                  |
| Vampire Weekend Darren Criss (solo) Yoasobi Hiatus Kaiyote Clammbon Original Love Black Pumas OAU The Hu | Jack White Foals Tokyo Ska Paradise Orchestra Yuta Orisaka Orange Range Bloodywood | Halsey Tom Misch Punpee Route 17 Rock'n'Roll Orchestra Japanese Breakfast go!go!vanillas |
| --- | ---------------------------------------------------------------------------------- | ---------------------------------------------------------------------------------------- |

| Viernes                                                       | Sabado                                                          | Domingo                                                                                              |
| Bonobo Jonas Blue D.A.N. JPEGMafia The Novembers Doping Panda | Cornelius Dinosaur Jr. Glim Spanky Snail Mail Sherbets Fire EX. | Mura Masa Zutomayo Superorganism Black Country, New Road Masayuki Suzuki Oyat Your Song Is Good Kroi |
| ------------------------------------------------------------- | --------------------------------------------------------------- | --- |

Otras presentaciones importantes incluyeron a: Syd, Arlo Parks, Mogwai, Elephant Gym, Black Pumas, Awich, Dawes y Fontaines D.C.

### 2021
Se anunció que el festival se llevaría a cabo del 20 al 22 de agosto y, por primera vez, el festival solo incluyó artistas nacionales debido a la pandemia de COVID-19. Los actos principales fueron Radwimps, King Gnu y Denki Groove.
| Viernes                                                 | Sabado                                                                   | Domingo                                                                                            |
| Radwimps Man with a Mission SiM Quruli Yonige Okamoto's | King Gnu Cornelius Ken Yokoyama The Cro-Magnons Sambomaster Sirup Kemuri | Denki Groove Kiyoshiro Imawano Rock 'n' Forever tributo Misia Motohiro Hata Cero Awesome City Club |
| ------------------------------------------------------- | ------------------------------------------------------------------------ | -------------------------------------------------------------------------------------------------- |

| Viernes                                                          | Sabado                                                           | Domingo                                                                              |
| Millennium Parade Metafive Kid Fresino 5lack DYGL The Dresscodes | Number Girl The Birthday Momoeyes Envy Ajico Ayano Kaneko Tricot | Susumu Hirasawa + Ejin Finalby Tha Blue Herb Yuta Orisaka Tendre Yonawo Kiro Akiyama |
| ---------------------------------------------------------------- | ---------------------------------------------------------------- | ------------------------------------------------------------------------------------ |

Otras presentaciones importantes incluyeron a: The Bawdies, Indigo la End, Chai, Yoshinori Sunahara, Aoi Teshima, Char, y Ichiko Aoba.

### 2020
El festival estaba originalmente programado desde el viernes 21 al domingo 23 de agosto de 2020, contaba con Tame Impala como acto principal el viernes, The Strokes el sábado, y un tributo a Kiyoshiro Imawano Rock 'n' Forever junto con Denki Groove el domingo. Sin embargo, el 5 de junio de 2020, el festival fue pospuesto hasta agosto de 2021 debido a la pandemia de COVID-19. En lugar de la edición presencial, el Fuji Rock Festival 2020 se transformó en un evento virtual con transmisiones en vivo de presentaciones pasadas a través de YouTube durante las fechas originalmente planificadas.

### 2019
El festival se desarrolló desde el viernes 26 de julio hasta el domingo 28 de julio de 2019. Los artistas principales en El Escenario Verde fueron The Chemical Brothers, Sia y The Cure. Alrededor del 36% de los actos eran del género rock, mientras que el resto del cartel estaba compuesto por artistas de pop, R&B, hip hop y electrónica.
| Viernes | Sabado                                                                    | Domingo |
| The Chemical Brothers Ellegarden Janelle Monáe Route 17 Rock'n'Roll Orchestra Anne-Marie Red Hot Chili Pipers | Sia Martin Garrix Asian Kung-Fu Generation Cake Ging Nang Boyz Dohatsuten | The Cure Jason Mraz Superfly Hiatus Kaiyote never young beach Hanggai Invitado Especial: G&G Miller Orchestra |
| --- | ------------------------------------------------------------------------- | --- |

| Viernes | Sabado                                                                                             | Domingo                                                                     |
| Thom Yorke Tomorrow's Modern Boxes Tycho Shikao Suga Gary Clark Jr. King Gizzard & the Lizard Wizard Tavito Nanao Lucky Tapes | Death Cab for Cutie American Football Clammbon Courtney Barnett Unknown Mortal Orchestra ZOO Gezan | James Blake Vince Staples KOHH Hyukoh Interactivo Banda Bassotti Sanabagun. |
| --- | -------------------------------------------------------------------------------------------------- | --------------------------------------------------------------------------- |

Otras presentaciones importantes incluyeron a: Mitski, Toro y Moi, Kaytranada, The Lumineers, The Waterboys, Daniel Caesar, Alvvays, Ego-Wrappin', George Porter Jr., Chon, The Comet Is Coming, y Khruangbin.

### 2018
El festival se desarrolló desde el viernes 27 de julio hasta el domingo 29 de julio de 2018. Los actos principales en El Escenario Verde fueron N.E.R.D, Kendrick Lamar y Bob Dylan. La asistencia acumulada alcanzó las 125.000 personas por tercer año consecutivo, con un máximo de 40.000 visitantes el sábado.
| Viernes                                                                                | Sabado                                                                                       | Domingo |
| N.E.R.D Sakanaction Years & Years Route 17 Rock'n'Roll Orchestra Glim Spanky Mongol800 | Kendrick Lamar Skrillex Maximum the Hormone James Bay Johnny Marr The Birthday Eastern Youth | Bob Dylan & His Band Vampire Weekend Jack Johnson Anderson .Paak & The Free Nationals Suchmos Kodō Invitado especial: G&G Miller Orchestra |
| -------------------------------------------------------------------------------------- | -------------------------------------------------------------------------------------------- | --- |

| Viernes                                                                                                | Sabado                                                            | Domingo                                                                                       |
| Post Malone Odesza Elephant Kashimashi Albert Hammond Jr. Parquet Courts My Hair Is Bad go!go!vanillas | Brahman Fishbone Unicorn Ash Starcrawler Esne Beltza OLEDICKFOGGY | Chvrches Cero Misia Kali Uchis Kacey Musgraves Kenichi Asai & The Interchange Kills Fever 333 |
| --- | ----------------------------------------------------------------- | --------------------------------------------------------------------------------------------- |

Otras presentaciones importantes incluyeron a: Mac DeMarco, Tune-Yards, Jon Hopkins, Hanaregumi, MGMT, Princess Nokia, The Avalanches (Set DJ), Nathaniel Rateliff & the Night Sweats, Dirty Projectors, Hothouse Flowers, y Greensky Bluegrass.

### 2017
El festival se desarrolló desde el viernes 28 de julio hasta el domingo 30 de julio de 2017. Los actos principales en El Escenario Verde fueron Gorillaz, Aphex Twin y Björk. Se estimó que la asistencia igualó a los 125.000 invitados del año anterior, con aproximadamente 2.100 millones de yenes (19 millones de dólares) en ingresos por venta de entradas.
| Viernes                                                                               | Sábado                                                                 | Domingo                                                                                |
| Gorillaz The xx Radwimps Route 17 Rock'n'Roll Orchestra Rag'n'Bone Man Group Tamashii | Aphex Twin Cornelius The Avalanches Cocco Jake Shimabukuro Sambomaster | Björk Lorde Yuki Jet Lukas Graham Ron Sexsmith Invitado Especial: G&G Miller Orchestra |
| ------------------------------------------------------------------------------------- | ---------------------------------------------------------------------- | -------------------------------------------------------------------------------------- |

| Viernes                                                                                       | Sábado                                                                    | Domingo                                                                    |
| Queens of the Stone Age Catfish and the Bottlemen The Hiatus The Back Horn Train Doctor Prats | LCD Soundsystem Kenji Ozawa Death Grips Chronixx 10-FEET Punpee H Zettrio | Major Lazer Ásgeir Bonobo Rekishi Shugo Tokumaru Real Estate The Novembers |
| --------------------------------------------------------------------------------------------- | ------------------------------------------------------------------------- | -------------------------------------------------------------------------- |

Otras presentaciones importantes incluyeron a: Sampha, Rhye, Father John Misty, Temples, Quruli, The Strypes, Slowdive, y Thundercat.

### 2016
El festival se desarrolló desde el viernes 22 de julio hasta el domingo 24 de julio de 2016. Los actos principales en El Escenario Verde fueron Sigur Rós, Beck y Red Hot Chili Peppers. La asistencia al festival del "20º aniversario" fue de unas 125.000 personas durante el fin de semana.
| Viernes                                                                             | Sábado                                                                                        | Domingo |
| Sigur Rós James Blake Route 17 Rock'n'Roll Orchestra Jake Bugg Biffy Clyro Boredoms | Beck Wilco Travis Man with a Mission Tom Odell WANIMA Invitado Especial: G&G Miller Orchestra | Red Hot Chili Peppers Ben Harper and The Innocent Criminals Ken Yokoyama Stereophonics 2Cellos Mark Ernestus' Ndagga Rhythm Force Special Guest: Denki Groove |
| ----------------------------------------------------------------------------------- | --------------------------------------------------------------------------------------------- | --- |

| Viernes                                                                      | Sábado                                                                         | Domingo |
| Disclosure Flight Facilities Illion The Internet Suchmos KOHH La Gossa Sorda | Squarepusher Tortoise Ego-Wrappin' The Heavy Zainichi Funk Vant The Collectors | Battles Explosions in the Sky Babymetal Robert Glasper Experiment Soil & "Pimp" Sessions Deafheaven Bo Ningen |
| ---------------------------------------------------------------------------- | ------------------------------------------------------------------------------ | --- |

Otras presentaciones importantes incluyeron a: The Birthday, The New Mastersounds, Kula Shaker, Special Others, Years & Years, y Kamasi Washington.

### 2015
El festival se desarrolló desde el viernes 24 de julio hasta el domingo 26 de julio de 2015. Los actos principales en El Escenario Verde fueron Foo Fighters, Muse y High Flying Birds de Noel Gallagher. La asistencia fue de 115.000 visitantes durante el fin de semana, un aumento espectacular con respecto al mínimo de diez años del festival de 2014.
| Viernes                                                                                 | Sábado | Domingo                                                                                               |
| Foo Fighters Motörhead One Ok Rock Owl City The Vaccines Route 17 Rock'n'Roll Orchestra | Muse Deadmau5 Gen Hoshino Nate Ruess Hiromi Uehara The Trio Project con Anthony Jackson y Simon Philips 10-FEET | Noel Gallagher's High Flying Birds Ride Ringo Shiina Johnny Marr Catfish and the Bottlemen Alexandros |
| --------------------------------------------------------------------------------------- | --- | --- |

| Viernes                                                                                         | Sábado                                                                                | Domingo                                                              |
| Royal Blood Rudimental Boom Boom Satellites Joey Bada$$ Sunny Day Service Petrolz Theatre Brook | Belle and Sebastian Clammbon Super Furry Animals Twenty One Pilots Kemuri Rize Räfven | FKA Twigs Hudson Mohawke Toe Ohashi Trio Todd Rundgren Cero Txarango |
| ----------------------------------------------------------------------------------------------- | ------------------------------------------------------------------------------------- | -------------------------------------------------------------------- |

Otras presentaciones importantes incluyeron a: Mannish Boys, Flume, Tamio Okuda, Happy Mondays, Galactic con Macy Gray, Of Monsters and Men, y Wilko Johnson.

### 2014
El festival se desarrolló desde el viernes 25 de julio hasta el domingo 27 de julio de 2014. Los actos principales en El Escenario Verde fueron Franz Ferdinand, Arcade Fire y Jack Johnson. Kanye West fue anunciado inicialmente como cabeza de cartel del viernes, pero luego cancelado "debido a circunstancias del artista". En total asistieron 102.000 personas.
| Viernes | Sábado                                                                         | Domingo |
| Franz Ferdinand Denki Groove Foster the People Darren Criss (solo) Sano Motoharu & The Hobo King Band Hunter Hayes The Lumineers Route 17 Rock'n'Roll Orchestra | Arcade Fire Damon Albarn The Cro-Magnons Travis The Waterboys Ulfuls The Heavy | Jack Johnson The Flaming Lips The Roosters The Strypes John Butler Trio Begin Ozomatli Invitado Especial: The Pogues |
| --- | ------------------------------------------------------------------------------ | --- |

Otras presentaciones importantes incluyeron a: The Birthday, Bombay Bicycle Club, Temples, Slowdive, Parquet Courts, moe., Yoko Ono Plastic Ono Band, St. Vincent, Phil Lesh & the Terrapin Family Band, The Lumineers, Lorde, SBTRKT, Buffalo Daughter, y Tokyo Ska Paradise Orchestra.

### 2013
El festival se desarrolló desde el viernes 26 de julio hasta el domingo 28 de julio de 2013. Los actos principales en El Escenario Verde fueron Nine Inch Nails, Björk y The Cure. La asistencia fue de 118.000 personas durante el fin de semana.
| Viernes                                                                                             | Sábado                                                                              | Domingo |
| Nine Inch Nails Brahman My Bloody Valentine Fun. Kemuri C. J. Ramone Route 17 Rock'n'Roll Orchestra | Björk Karl Hyde Foals Tamio Okuda Aimee Mann The Bawdies Invitado Especial: Feed Me | The Cure Vampire Weekend Mumford & Sons Tokiko Kato y Theatre Brook Hanseiki Rock Wilko Johnson Yo La Tengo THE GOLDEN WET FINGERS |
| --------------------------------------------------------------------------------------------------- | ----------------------------------------------------------------------------------- | --- |

| Viernes | Sábado | Domingo                                                                                          |
| Skrillex Flying Lotus Of Monsters and Men Kenichi Asai & Bad Teacher Kill Club Yellowcard Dohatsuten Arukara | Jurassic 5 Kendrick Lamar Mannish Boys Killswitch Engage Rocket from the Crypt Namba69 Coheed and Cambria The Cherry Cokes | The xx Cat Power Sōtaisei Riron Toro y Moi Savages the telephones Portugal. The Man Tavito Nanao |
| --- | --- | ------------------------------------------------------------------------------------------------ |

Otras presentaciones importantes incluyeron a: Tame Impala, Porter Robinson, Death Grips, DJ Shadow, Tower of Power, Sparks, The Sea and Cake, Boys Noize, Garth Hudson, Ego-Wrappin' and the Gossip of Jaxx, Tahiti 80, Daughter, Jamie xx, Lettuce, y la David Murray Big Band con Macy Gray.

### 2012
El festival se desarrolló desde el viernes 27 de julio hasta el domingo 29 de julio de 2012. Los actos principales en El Escenario Verde fueron The Stone Roses, High Flying Birds de Noel Gallagher y Radiohead. A partir de 2017, 2012 ostenta el récord de mayor asistencia a Fuji Rock, con un total de 140.000 visitantes durante los tres días.
| Viernes                                                                                       | Sábado | Domingo |
| The Stone Roses Beady Eye Boom Boom Satellites The Birthday Owl City Ed Sheeran The Back Horn | Noel Gallagher's High Flying Birds The Specials Ray Davies & Band Toots and the Maytals Seun Kuti y the Egypt 80 Orchestra Special Others | Radiohead Elvis Costello y The Imposters Jack White Inoue Yosui Toe Galactic con Corey Glover y Corey Henry |
| --------------------------------------------------------------------------------------------- | --- | --- |

| Viernes                                                                                             | Sábado                                                                                                | Domingo                                                                                      |
| James Blake DJ Kentaro Gossip The Very Best Tha Blue Herb Third Coast Kings Django Django HEY-SMITH | Justice Sakanaction Caribou Rovo MONO with the Holy Ground Orchestra Cloud Nothings Frontier Backyard | At the Drive-In Refused Explosions in the Sky Fucked Up locofrank Chthonic a flood of circle |
| --------------------------------------------------------------------------------------------------- | --- | -------------------------------------------------------------------------------------------- |

Otras presentaciones importantes incluyeron a: Ocean Colour Scene, The Kooks, Spiritualized, Purity Ring, Steve Kimock, The Shins, James Iha, Alt-J, Japandroids, Ray Davies & Band, Che Sudaka y Jizue.

### 2011
El festival se desarrolló desde el viernes 29 de julio hasta el domingo 31 de julio de 2011. Los actos principales en El Escenario Verde fueron Coldplay, The Faces y The Chemical Brothers; La Música cerró el festival como invitados especiales.
| Viernes                                                                                            | Sábado | Domingo |
| Coldplay Arctic Monkeys Lady Gaga Jimmy Eat World Manu Chao Kaiser Chiefs The Vaccines Dad Mom God | The Faces Tokyo Ska Paradise Orchestra Battles Hanaregumi G. Love & Special Sauce Fountains of Wayne Clammbon | The Chemical Brothers Yellow Magic Orchestra Mogwai Feeder The Kills Glasvegas Your Song Is Good Invitado Especial: The Music |
| -------------------------------------------------------------------------------------------------- | --- | --- |

| Viernes | Sábado                                                                                                   | Domingo                                                                                           |
| Big Audio Dynamite CSS Lee "Scratch" Perry con Mad Professor Sakerock The New Mastersounds Sunny Day Service Soul Flower Union kegawanomaries | Incubus Asian Dub Foundation The Hiatus The Get Up Kids 10-Feet Patrick Stump Funeral Party Shonen Knife | Wilco Cake Kazuyoshi Saito Eastern Youth No Age British Sea Power Shugo Tokumaru Ringo Deathstarr |
| --- | --- | ------------------------------------------------------------------------------------------------- |

Otras presentaciones importantes incluyeron a: The Sisters of Mercy, Four Tet, Jamie xx, Widespread Panic, Amadou & Mariam, Digitalism, Todd Rundgren, Atari Teenage Riot, Envy, Beach House, Quruli, y Dark Star Orchestra. Queens of the Stone Age y Tangerine Dream ambos estaban programados para aparecer, pero se cancelaron dos meses antes del festival.

### 2010
El festival se desarrolló desde el viernes 30 de julio hasta el domingo 1 de agosto de 2010. Los actos principales en Escenario Verde fueron Muse, Roxy Music y Massive Attack; Scissor Sisters cerró el festival como invitadas especiales.
| Viernes                                                                 | Sábado | Domingo |
| Muse Them Crooked Vultures Ken Yokoyama Mutemath The Cribs Ash Superfly | Roxy Music John Fogerty Jamie Cullum Kula Shaker John Butler Trio Hawaiian6 Invitado Especial: Chris Cunningham | Massive Attack Atoms for Peace Boom Boom Satellites Vampire Weekend Donavon Frankenreiter Ocean Colour Scene Asian Kung-Fu Generation Invitado Especial: Scissor Sisters |
| ----------------------------------------------------------------------- | --- | --- |

| Viernes                                                                                    | Sabado | Domingo                                                                                       |
| ------------------------------------------------------------------------------------------ | --- | --------------------------------------------------------------------------------------------- |
| !!! Corinne Bailey Rae Special Others Jaga Jazzist Toe Local Natives Grapevine The Bawdies | MGMT One Day as a Lion The Cro-Magnons Straightener Third Eye Blind Vato Negro Bloodthirsty Butchers Dohatsuten | Belle and Sebastian Ian Brown LCD Soundsystem Foals Riddim Saunter Akihiro Namba Matt and Kim |

Otras presentaciones importantes incluyeron a: Broken Social Scene, The xx, Broken Bells, Char, Magma, Dirty Proyectors, Flogging Molly, Fishbone, Derek Trucks & Susan Tedeschi Band, Ego-Wrappin' and the Gossip of Jaxx, Air, Hot Chip, Buffalo Daughter, moe., Ozomatli y el Naruyoshi Kikuchi Dub Sextet.

### 2009

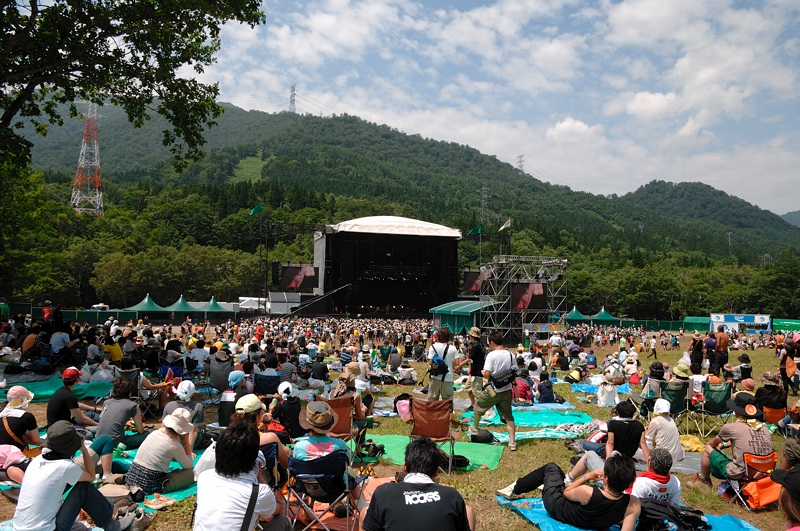
Green Stage

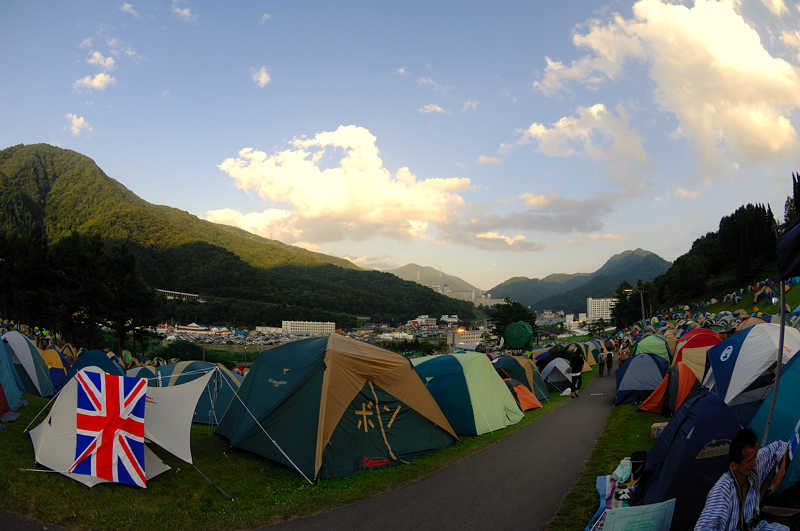
Campamento en Fuji Rock

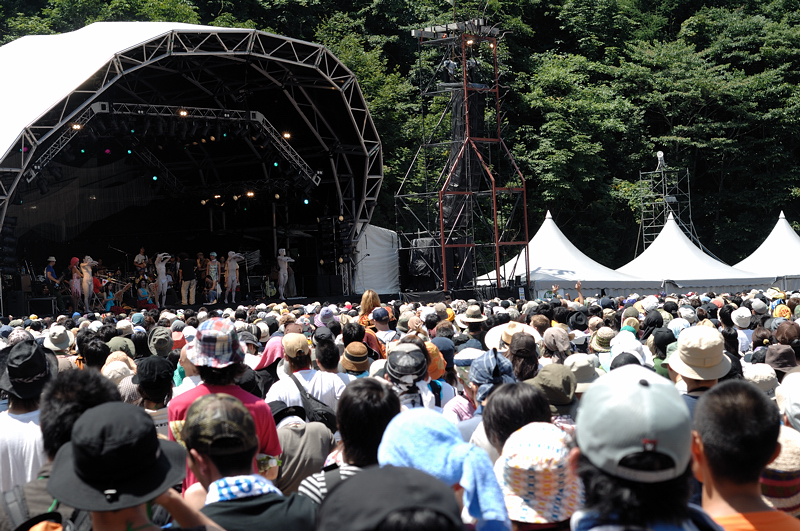
Campo del Cielo

Oasis, Paul Weller, Patti Smith, Lily Allen, Doves, White Lies, Tokyo Ska Paradise Orchestra, Franz Ferdinand, Kiyoshiro Imawano Special Message Orchestra, Ben Harper and Relentless7, Jet, UA, Seun Kuti & Egypt 80, The Birthday, Weezer, Fall Out Boy, Brahman, Jimmy Eat World, Kenichi Asai, Street Sweeper Social Club, Cobra Starship, y Basement Jaxx.

### 2008
Adrian Sherwood, Asian Dub Foundation, Bettye Lavette, Bill Laswell presents Method of Defiance, Bloc Party, Bootsy Collins Tribute to the Godfather of Soul, The Breeders, The Courteeners, The Cribs, The Cro-Magnons, CSS, Dan le sac vs Scroobius Pip, The Death Set, Denki Groove, Dóberman, Ellegarden, Erol Alkan, Feeder, Flower Travellin' Band, Foals, The Futureheads, The Go! Team, Gogol Bordello, Gossip, Grandmaster Flash, Hard-Fi, Hocus Pocus, Ian Brown, Jamie Lidell, Jason Mraz, Kasabian, Kate Nash, Lee Scratch Perry,　Ling Tosite Sigure, My Bloody Valentine, Mystery Jets, Ozomatli, The Presidents of the United States of America, Primal Scream, Princess Superstar, Quruli, Richie Hawtin, Rodrigo y Gabriela, Ryukyudisko, Seasick Steve, Sparks, Stephen Malkmus and the Jicks, Travis, Tricky, Underworld, The Vines, The Whigs, White Lies, Yura Yura Teikoku, The Zutons, Uri Nakayama

### 2007
Ash, The Ataris, Battles, Beastie Boys, The Bird and the Bee, Blonde Redhead, !!!, Clap Your Hands Say Yeah, The Chemical Brothers, The Cure, Feist, Fountains of Wayne, Friction, G. Love & Special Sauce, Gov't Mule, Grace Potter and the Nocturnals, Groove Armada, Iggy Pop & The Stooges, Jarvis Cocker, The John Butler Trio, Jonathan Richman, Joss Stone, Juliette and the Licks, Justice, Kaiser Chiefs, Kemuri, Kings of Leon, Kula Shaker, Less Than Jake, Mika, Money Mark, Muse, Ocean Colour Scene, The Omar Rodriguez-Lopez Group, Peter Bjorn and John, Ratatat, The Shins, Toe, Simian Mobile Disco, Tokyo Ska Paradise Orchestra y Yo La Tengo.

### 2006
Red Hot Chili Peppers, The Strokes, Franz Ferdinand, Happy Mondays, Jet, The Raconteurs, Sonic Youth, Wolfmother, Snow Patrol, The Hives, Dirty Pretty Things, KT Tunstall, Jason Mraz, The Cooper Temple Clause, Madness, Mogwai, Scissor Sisters, Yeah Yeah Yeahs, Super Furry Animals, Gnarls Barkley, The Zutons, Flogging Molly, The String Cheese Incident, Donavon Frankenreiter, Tommy Guerrero, Roger Joseph Manning, Jr., The Cribs, Kula Shaker, 2manydjs, Junior Senior, Tristan Prettyman, Broken Social Scene, The Automatic, Killing Joke, Haruomi Hosono, Denki Groove, Asian Kung-Fu Generation

### 2005

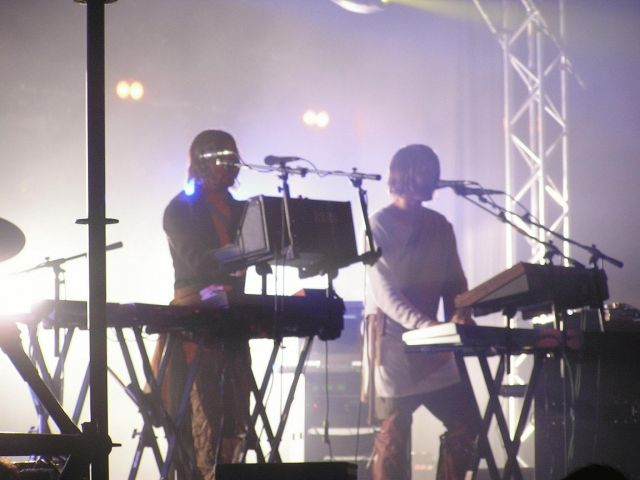
Röyksopp, Red Marquee, 2005
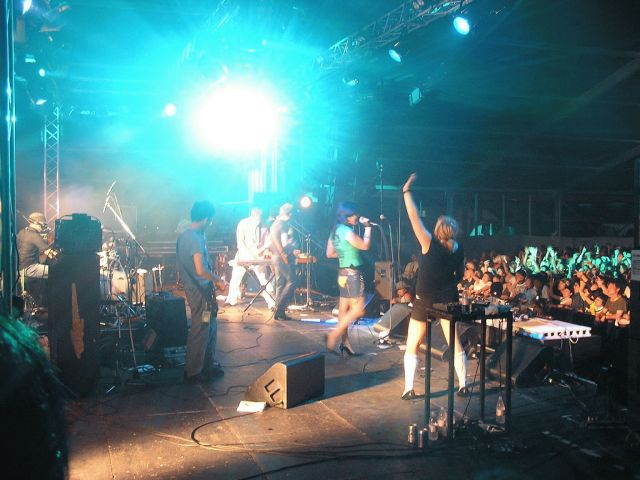
United State of Electronica, Red Marquee, 2005
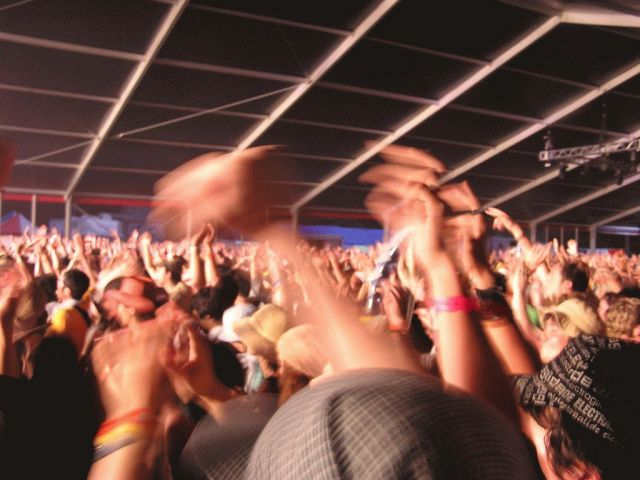
Dancing with Royksopp, Red Marquee, 2005

Foo Fighters, Coldplay, Fatboy Slim, Beck, New Order, Primal Scream, The Beach Boys, Asian Dub Foundation, Charlotte Hatherley, Kaiser Chiefs, The Music, Cake, The Pogues, Röyksopp, Mylo, Night Snipers, Simple Plan, The Longcut, Laurent Garnier, Prefuse 73, Moby, Lisa Loeb, The Beautiful Girls, Eddi Reader, Maxïmo Park, Los Lobos, Dinosaur Jr., Gang of Four, Juliette and the Licks, Mercury Rev, Bill Laswell, United State of Electronica, Ryan Adams and The Cardinals, My Morning Jacket, Sigur Rós, The Mars Volta, The Go! Team, Doves, The Coral, Soulive, The John Butler Trio, The Magic Numbers, Athlete

### 2004

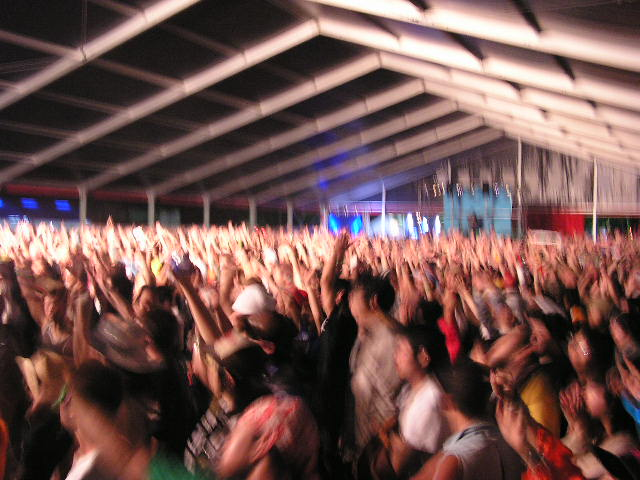
Dancing with Santos in the Red Marquee

The Chemical Brothers, Franz Ferdinand, Jamie Cullum, Jet, Lou Reed, The Stills, The Streets, Ben Kweller, Santos, Sikth, Pixies, Courtney Love, The Killers, Dizzie Rascal, PJ Harvey, Primus, The White Stripes, Haven, Basement Jaxx, The Blind Boys of Alabama, The X-Ecutioners, Ozomatli, The Zutons, Snow Patrol, Jimmy Eat World, Yeah Yeah Yeahs, Jack Johnson, Donavon Frankenreiter, Belle & Sebastian, The Charlatans, Cosmic Rough Riders, Graham Coxon, !!!, Keller Williams, múm, Simple Kid, Ash, Keane, moe., The Libertines, Asian Kung-Fu Generation, Hifana and many more.

### 2003

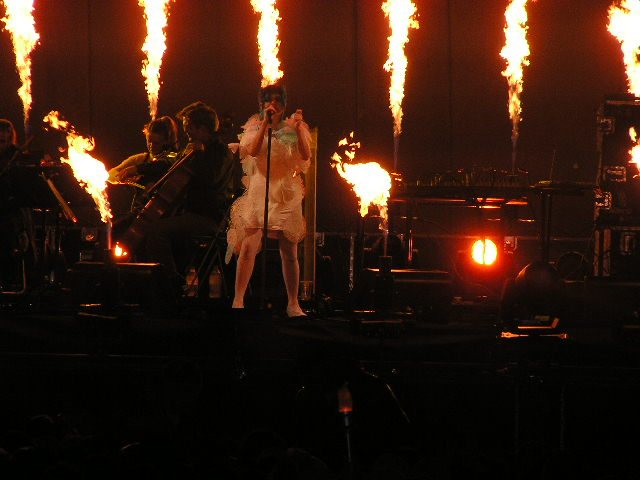
Björk on the main stage at Fuji - Year 2003

Asian Dub Foundation - Anthrax - Björk - Coldplay - El Gran Silencio - Elvis Costello - Evanescence - Iggy Pop - Massive Attack - Mogwai - Primal Scream - Underworld - Yo La Tengo - Macy Gray - The Music - The Libertines - Sugar Ray - Ben Harper - Sly and Robbie with Michael Rose - Danko Jones - Death in Vegas - Prefuse 73 - G. Love & Special Sauce - Dirty Dozen Brass Band - Steve Winwood - John Mayall & the Bluesbreakers - Vincent Gallo - The Orb - Lemon Jelly - The Jeevas and many more.

### 2002
The Chemical Brothers - Ian Brown - Pet Shop Boys - The Prodigy - Red Hot Chili Peppers - Sonic Youth - Muse - The Music - Midtown - The Get Up Kids - Cornelius - The Cooper Temple Clause - Jane's Addiction - Alec Empire - The Jeevas - George Clinton - The Skatalites - Manu Chao - Black Rebel Motorcycle Club - Television - Patti Smith - The White Stripes - Trik Turner - The Cinematic Orchestra - DJ Shadow - X-Press 2 - Queens of the Stone Age - Spiritualized - The String Cheese Incident - Doves - Supercar and many more.

### 2001
Asian Dub Foundation - Alanis Morissette - Alec Empire - Eminem - Manic Street Preachers - Neil Young & Crazy Horse - New Order - Oasis - System of a Down - Squarepusher - Boredoms - The Cooper Temple Clause - Tool - Feeder - Stereo MCs - Echo & the Bunnymen - Stereophonics - Travis - Patti Smith - Juno Reactor - Brian Eno - Coldcut - Mos Def - Unkle - Mogwai - Xzibit and many more.

### 2000
Asian Dub Foundation - Blankey Jet City - The Chemical Brothers - Ian Brown - Primal Scream - MDFMK - Yo La Tengo - Foo Fighters - Elliott Smith - Placebo - The Killer Barbies - Fishbone - Johnny Marr - Sonic Youth - Ozomatli - Rammstein - Run-D.M.C. - Mogwai - Super Furry Animals - Moby - Stereolab - Leftfield - Gomez - G. Love & Special Sauce - Elastica - Fila Brazillia and many more.

### 1999
Todos Tus Muertos - Rage Against the Machine - ZZ Top - Blur - Underworld - Phish - The Black Crowes - The Jon Spencer Blues Explosion - The Chemical Brothers - Limp Bizkit - Ray Davies - Ash - Ocean Colour Scene - Joe Strummer and the Mescaleros - Femi Kuti - Tricky - Happy Mondays - Lee "Scratch" Perry - Mishka - Fountains of Wayne and many more.

### 1998
Björk - Asian Dub Foundation - Beck - Ian Brown - Iggy Pop - Primal Scream - The Brian Jonestown Massacre - The Prodigy - Ben Folds Five - Korn - Garbage - Elvis Costello - Blankey Jet City - Thee Michelle Gun Elephant - Sonic Youth - Goldie - Tomoyasu Hotei - Shonen Knife and more.

### 1997
Beck - Green Day - Foo Fighters - The Prodigy - Rage Against the Machine - Red Hot Chili Peppers - Southern Culture on the Skids - The High-Lows - The Yellow Monkey - Summercamp and more.